# Lezza
Lezza (Lescia o Lenscia in dialetto brianzolo, AFI: [ˈleʃa] o [ˈlenʃa]) è una frazione geografica del comune italiano di Ponte Lambro, di cui costituisce il quartiere meridionale confinante con Erba senza soluzione di continuità.

## Storia
Lezza fu un antico comune del Milanese citato nel 1640 con una popolazione di 250 anime.
Registrato agli atti del 1751 come un villaggio di 216 abitanti, nel 1786 entrò per un quinquennio a far parte della Provincia di Como, per poi cambiare continuamente i riferimenti amministrativi nel 1791, nel 1797 e nel 1798, quando contava 248 residenti.
Portato definitivamente sotto Como nel 1801, alla proclamazione del Regno d'Italia nel 1805 risultava avere 283 abitanti. Nel 1809 il municipio fu soppresso su risultanza di un regio decreto di Napoleone che lo unì per la prima volta a Ponte, ma il Comune di Lezza fu restaurato nel 1816 dagli austriaci dopo il loro ritorno. Nel 1853 risultò essere popolato da 364 anime, scese a 328 nel 1871. Il censimento del 1921 registrò 517 residenti, ma nel 1928 il regime fascista decise la definitiva soppressione del municipio aggregandolo nuovamente a Ponte, ribattezzato per l'occasione Pontelezza, seguendo l'antico modello napoleonico.

## Convento di San Bernardo
La più antica delle chiese che si trovano nel territorio di Lezza è il convento di San Bernardo. Nonostante si parli di una chiesa medievale della quale oggi non c'è traccia, la prima segnalazione risale al 1566, quando dopo una visita pastorale venne annotata la frase in latino medievale "oportet destriere dictam ecclesiam" (in italiano "è necessario che detta chiesa sia distrutta"). Nel 1584, infatti, la chiesa non fu segnalata dalla curia di Milano, anche se l'ipotesi vuole che il convento sia stato solo restaurato.

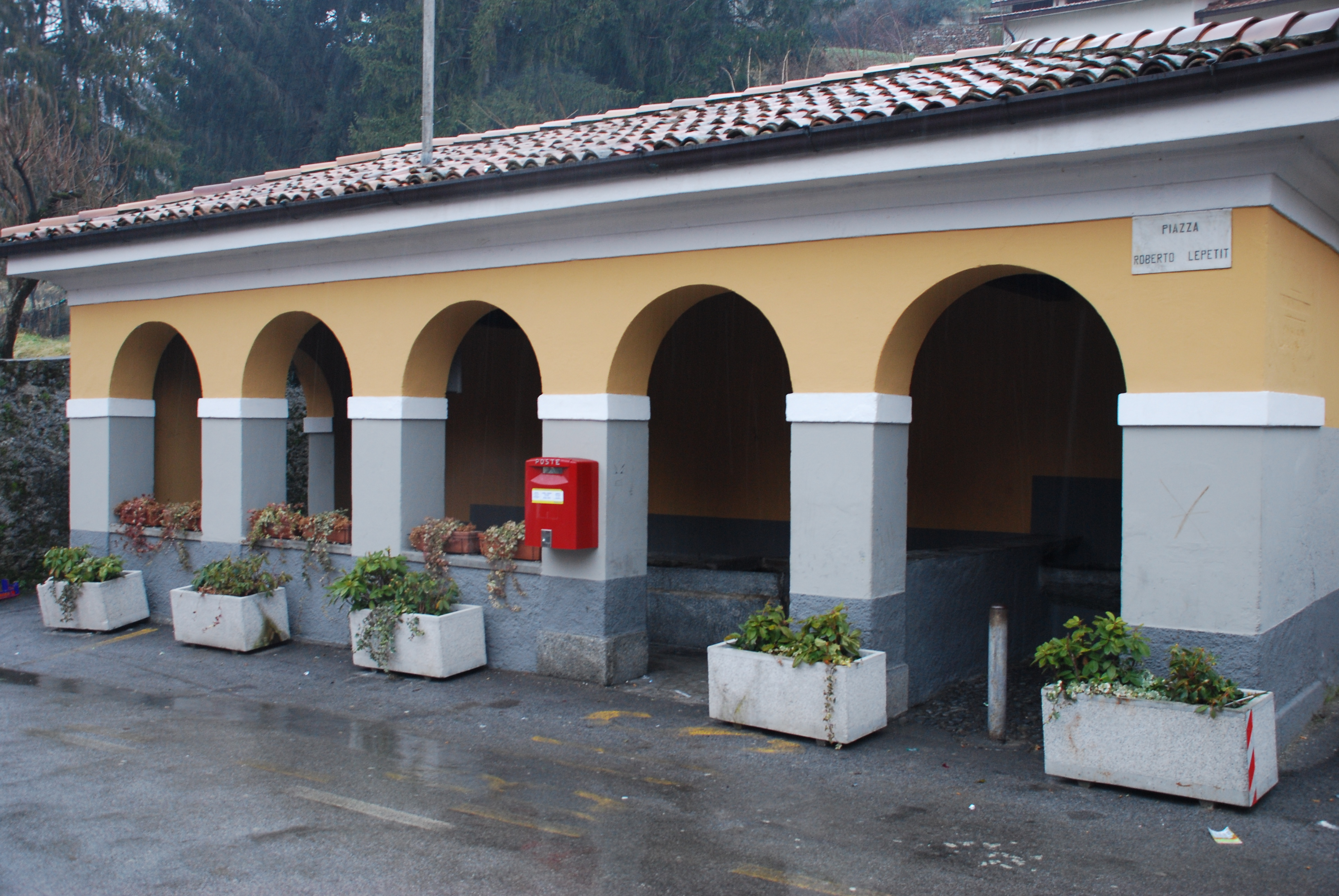
Il lavatoio di Lezza
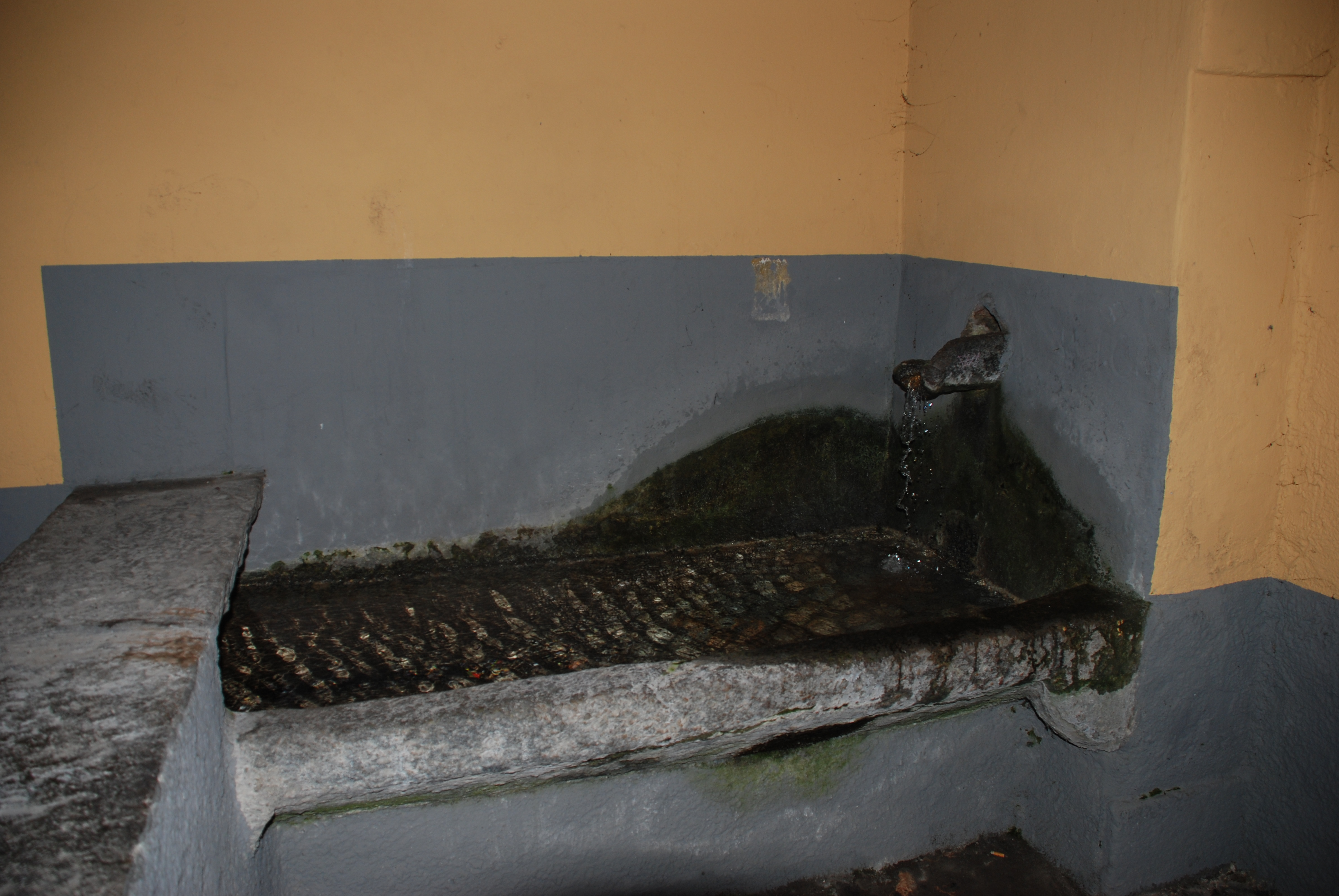
La fonte
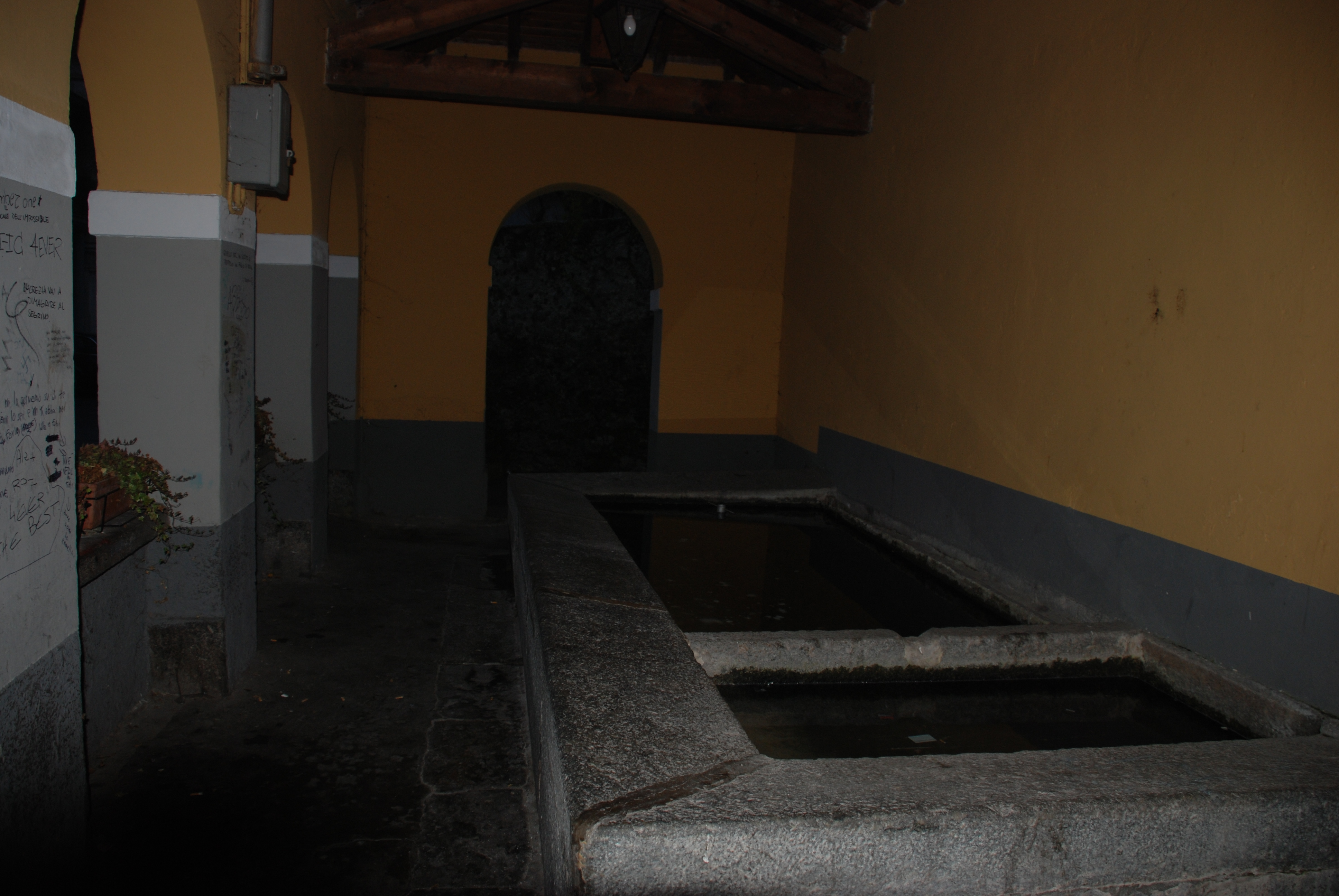
Le vasche